# Тангарадж, Питер
Питер Тангарадж (англ. Peter Thangaraj; 24 декабря 1935, Хайдарабад, Британская Индия — 24 ноября 2008, Бокаро Стил Сити, Джаркханд) — индийский футболист, игравший на позиции вратаря. Известен прежде всего выступлениями в составе сборной Индии на ряде международных турниров, в том числе на Азиатских играх 1962 года, где в составе сборной стал победителем турнира. Участник двух Олимпийских игр. Один из лучших вратарей Азии.

## Карьера футболиста
Родился в Хайдарабаде. Начал играть в футбол в местном клубе «Морнинг Стар Клаб», позже перешёл в клуб ФЮК из Секундерабада. В 1953 году был призван в армию, где играл в составе клуба «Мадрас Реджиментал Сентр». Первоначально Тангарадж играл на позиции нападающего, но позже перешёл на позицию вратаря. Выступления мадраской военной команды в то время были достаточно успешными, она с 1955 по 1958 год подряд выигрывала Кубок Дюранда (один из старейших футбольных турниров Индии). В 1960 году стал капитаном команды, в этом же году вместе с клубом выиграл Трофей Сантоша — фактически главный футбольный турнир в стране до начала розыгрыша Национальной футбольной лиги. С 1960 года Тангарадж выступал за три сильнейших клуба Индии того времени, базировавшихся в Калькутте — «Мохаммедан» (с 1960 по 1963 год, второй раз с 1971 по 1972 год), «Мохун Баган» (с 1963 по 1965 год) и «Ист Бенгал» (с 1965 по 1971 год).
В это время вместе с командами дважды, в 1963 и 1965 годах, выигрывал Трофей Сантоша и становился победителем нескольких других индийских турниров того времени. За выдающиеся спортивные успехи в 1967 году Питер Тангарадж награждён Премией Арджуна.

## Выступления за сборную
С 1955 года Питер Тангарадж начал выступления в составе сборной Индии. В составе сборной он участвовал в Олимпийских играх 1956 года, на которых индийская сборная заняла четвёртое место, что стало её наивысшим успехом на соревнованиях высочайшего уровня и Олимпийских играх 1960 года. Питер Тангарадж защищал ворота сборной на Азиатских играх в 1958, 1962 и 1966 годах. В 1962 году индийская сборная выиграла футбольный турнир Азиатских игр, что явилось её высшим достижением на турнирах континентального уровня. В 1964 году Тангарадж в составе сборной занял второе место на Кубке Азии.
В 1958 году он признан лучшим вратарём Азии. В составе сборной Тангарадж играл до 1971 года.

## После завершения карьеры футболиста
После завершения футбольной карьеры работал тренером.
Умер 24 ноября 2008 года в Бокаро.

## Титулы и достижения
- Победитель Азиатских игр: 1962
- Серебряный призёр Кубка Азии: 1964
- индийская спортивная премия «Арджуна»: 1969